# 2階建路面電車

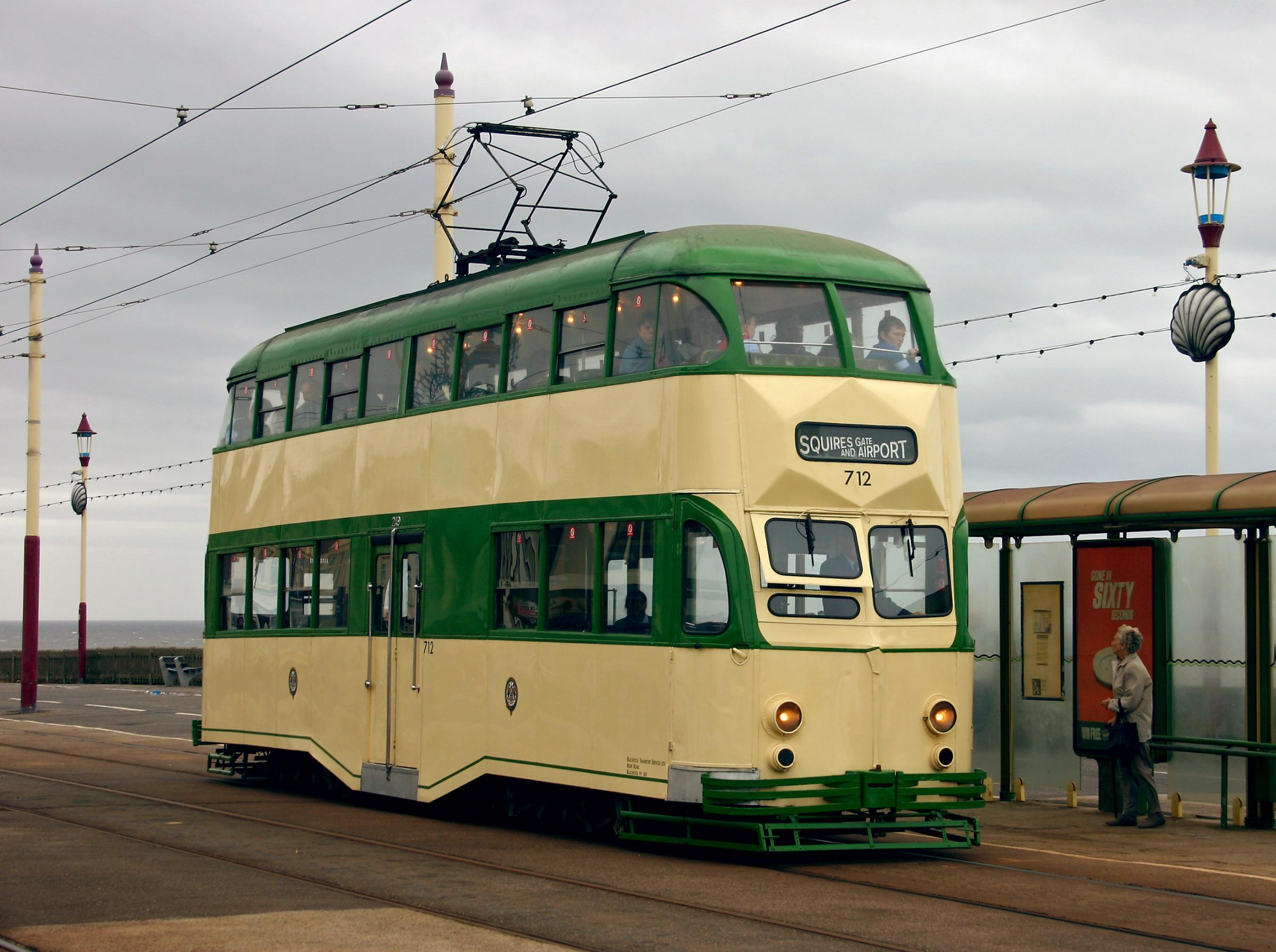
イギリス・ブラックプールの路面電車であるブラックプール・トラムの2階建て電車・バルーン

2階建路面電車（2かいだてろめんでんしゃ）の項では、日本を含む世界各地の路面電車で使用されている車両のうち、2階建て車両について解説する。1階建て車両と比較してコスト面や輸送力で有利となる2階建て車両は、イギリスやアイルランドを中心に、イギリスの植民地であった地域を含めた世界中の路面電車に導入された。

## 利点・欠点
2階建ての路面電車車両は、1階建て路面電車車両と比べて以下のような利点が存在する。
- 1階建ての路面電車と比較して1両単位の収容力が高い[6]。
- 1階建て路面電車と同じ長さの電停でより多くの乗客を乗せる事が出来る[6]。

一方、2階建ての路面電車車両を走行させるにあたっては以下の欠点が挙げられている。
- 架空電車線方式（架線方式）を採用する場合、架線の位置を高い位置に設置する必要があり、トンネルや橋梁下部など高さに制限がある箇所の走行が出来ない[7]。
- 車両長が短い車両の場合、乗降扉の設置可能な個数が限られており、乗客の流動性に難が生じる[7]。
- 2階席への移動について、バリアフリーの面で難がある[6]。
- 重心が低く車高が高い2階建て車両は、1階建て車両と比較して脱線や強風での横転の危険性が高い[7][8]。

## 現有路線
2024年時点で、保存鉄道を除き2階建ての路面電車が営業運転に用いられているのは以下の地域の路線である。これらに加え、ロシア連邦が所有するボストチヌイ宇宙基地内部に建設中の路面電車にウスチ＝カタフスキー車両製造工場が生産する2階建て車両を導入する計画が存在しており、2025年以降製造が実施される予定となっている。
これらに加え、イギリス・ブラックプールの路面電車（ブラックプール・トラム）でも「バルーン」を始めとした2階建て電車が保存されている。保安装置の設置や財政面からの車両維持の困難さなどを理由に2024年に運行を停止したが、修繕を経て翌2025年以降順次再開する事になっている。
- 香港トラム - 中国の特別行政区である香港市内の路面電車。1904年に開通後、1912年以降継続的に2階建て電車の運行が続けられており、2021年には最も多くの2階建て路面電車車両（165両）が在籍する路線としてギネス世界記録に認定されている[15][16][17]。
- アレクサンドリア市電 - エジプトの都市・アレクサンドリアの路面電車。郊外路線の「ラムレー線」と呼ばれる系統では2階建て電車が運用に就いており、1995年以降は日本の近畿車輛が生産した車両が営業運転に用いられる[18][19]。
- オラニエスタッド・トラム - オランダの自治領・アルバの主都であるオラニエスタッドの路面電車。アメリカの企業・TIG/m社が開発・生産する充電池や燃料電池で走行する電車が用いられており、一部車両は2階部分に屋根が無いオープンデッキ構造の2階建て車両である[20]。
- ドバイ・トロリー - アラブ首長国連邦最大の都市・ドバイのダウンタウン・ドバイ地区（英語版）で運行する路面電車。TIG/m社が生産した、燃料電池を用いる2階建て車両が使用されている[20]。

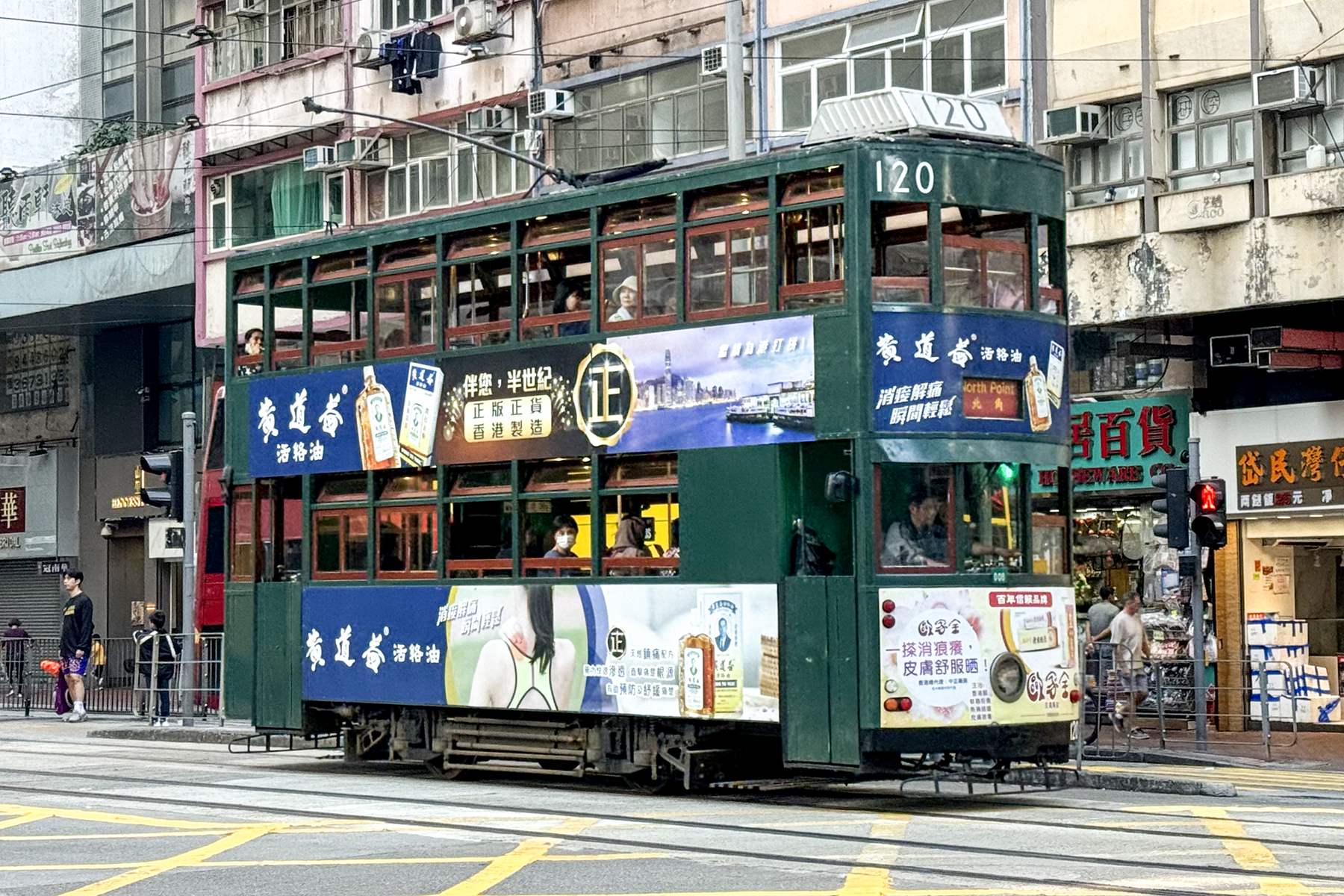
香港 （香港トラム） （2023年撮影）
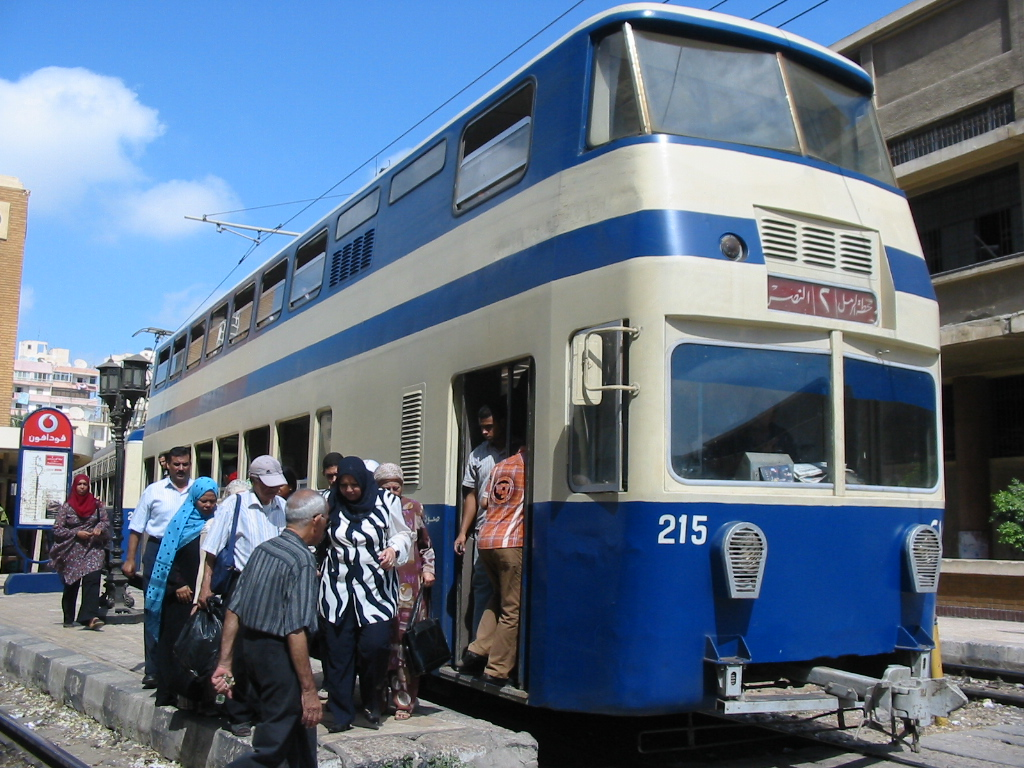
エジプト：アレクサンドリア （アレクサンドリア市電） （2008年撮影）
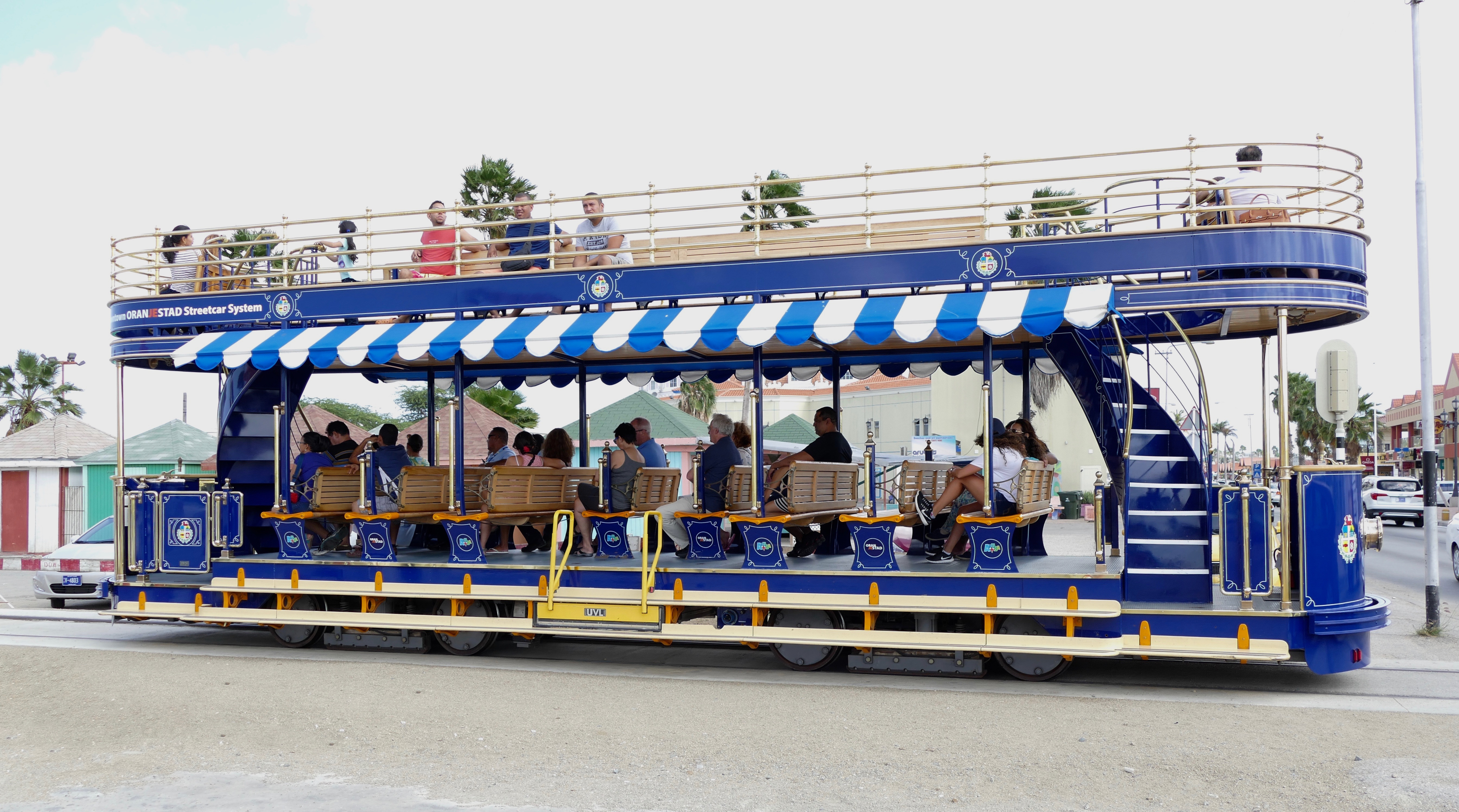
オランダ：オラニエスタッド （オラニエスタッド・トラム） （2016年撮影）
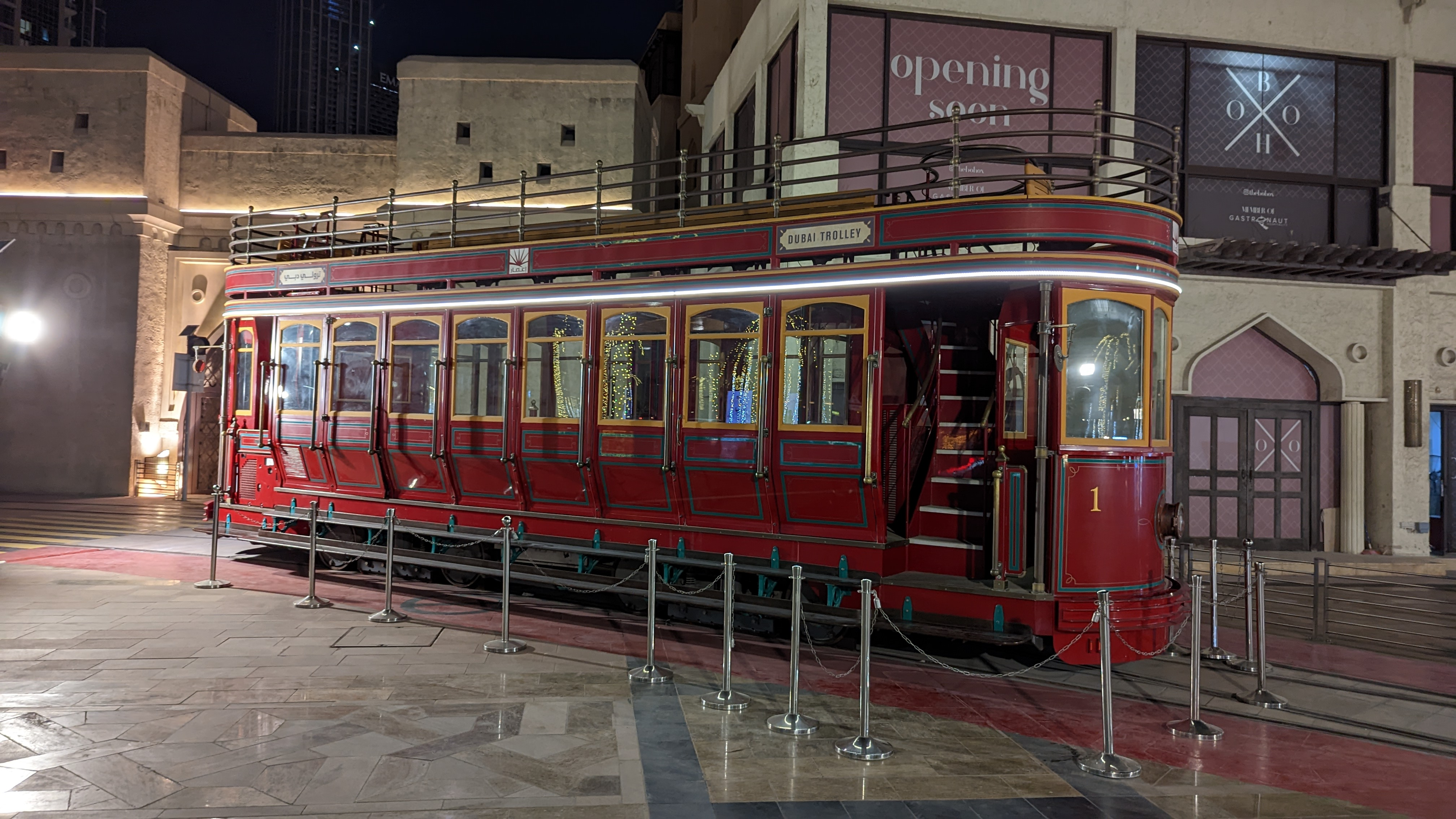
アラブ首長国連邦：ドバイ （ドバイ・トロリー） （2022年撮影）
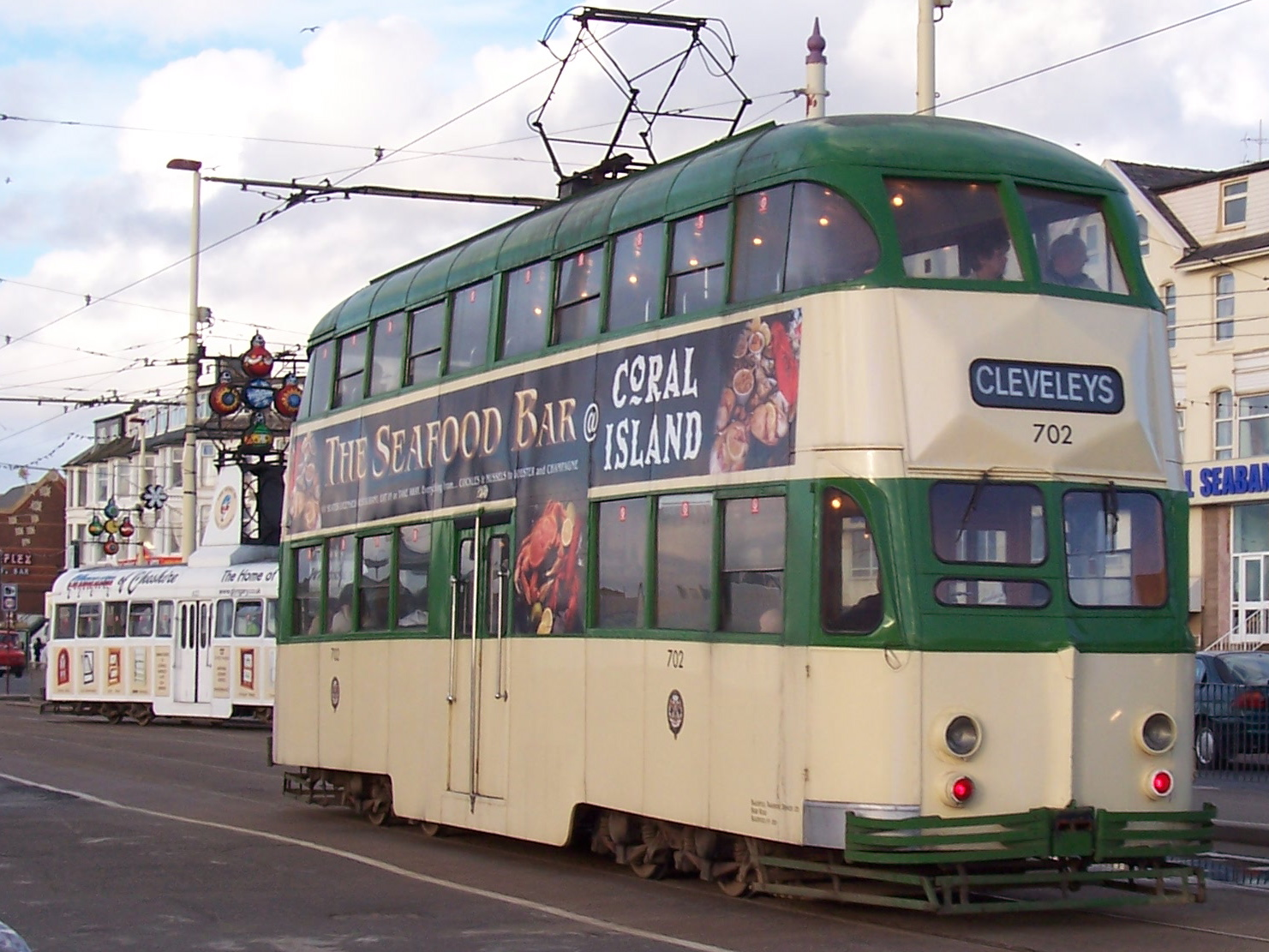
イギリス：ブラックプール （ブラックプール・トラム） （2005年撮影）

## 過去の導入事例

イギリス
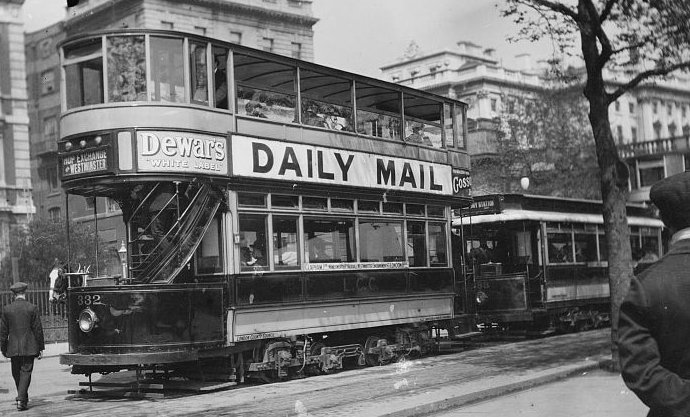
ロンドン
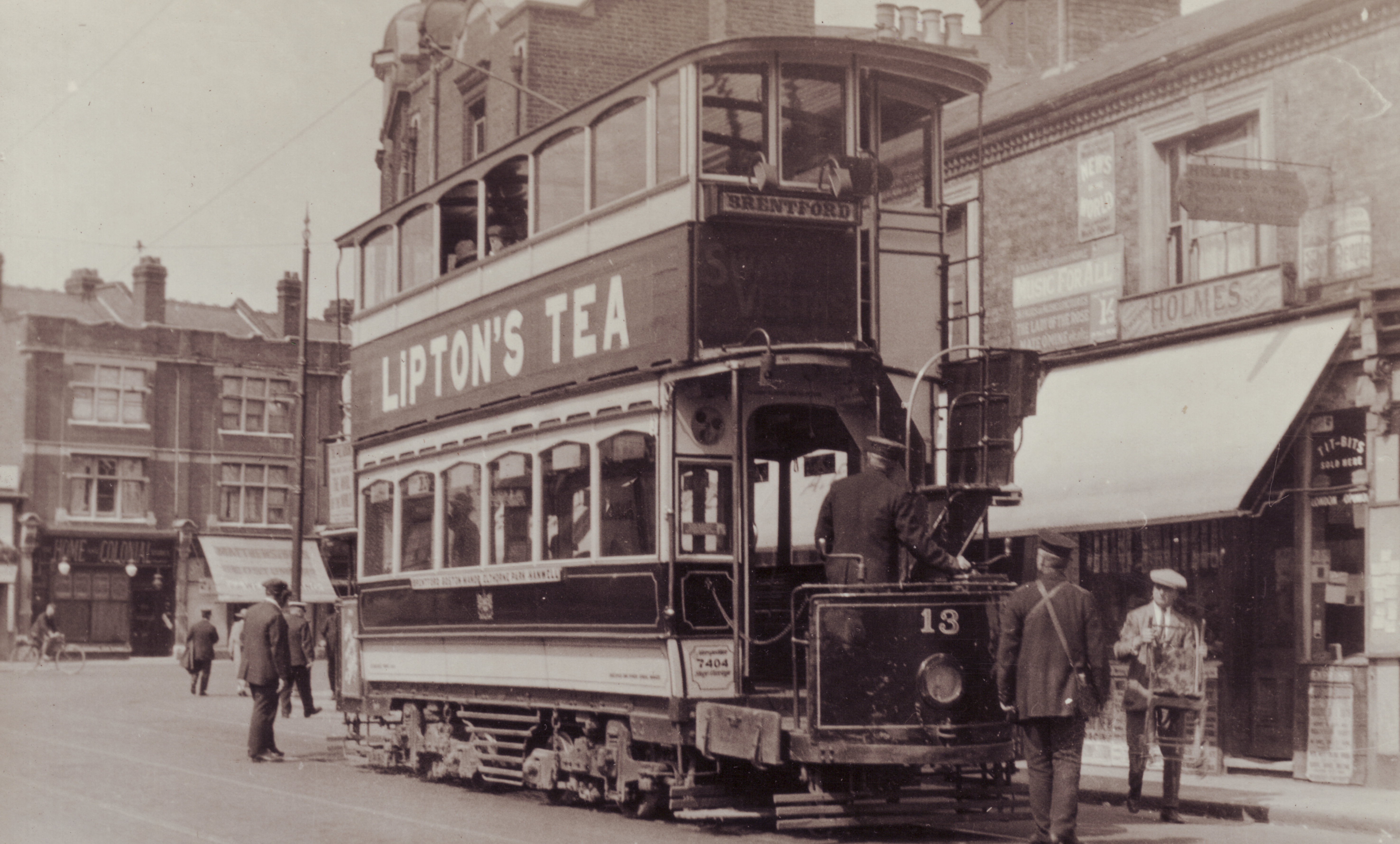
ロンドン
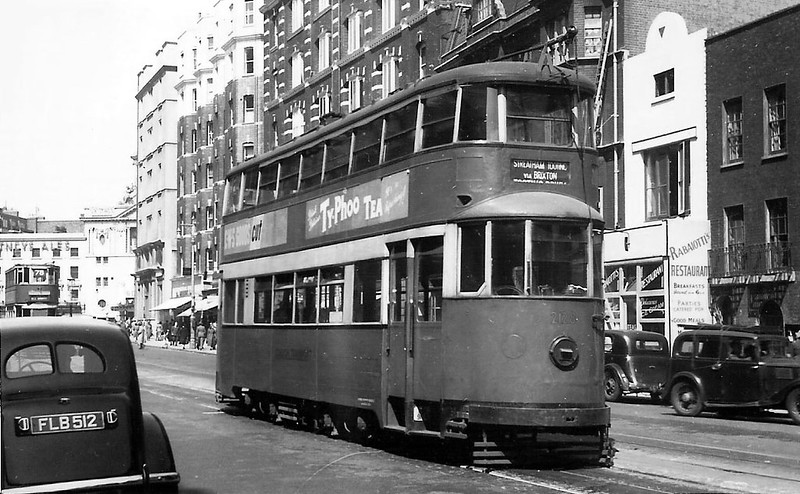
ロンドン
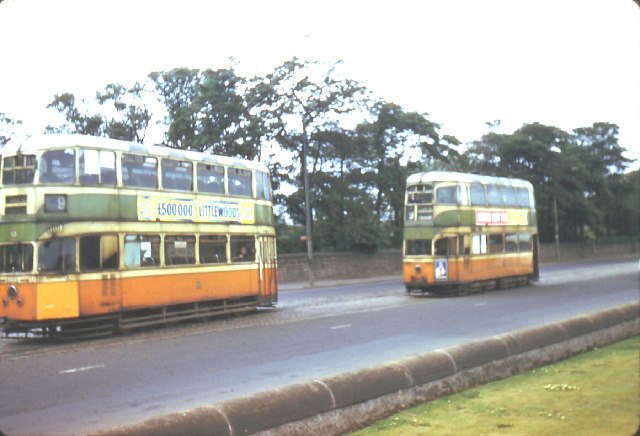
グラスゴー
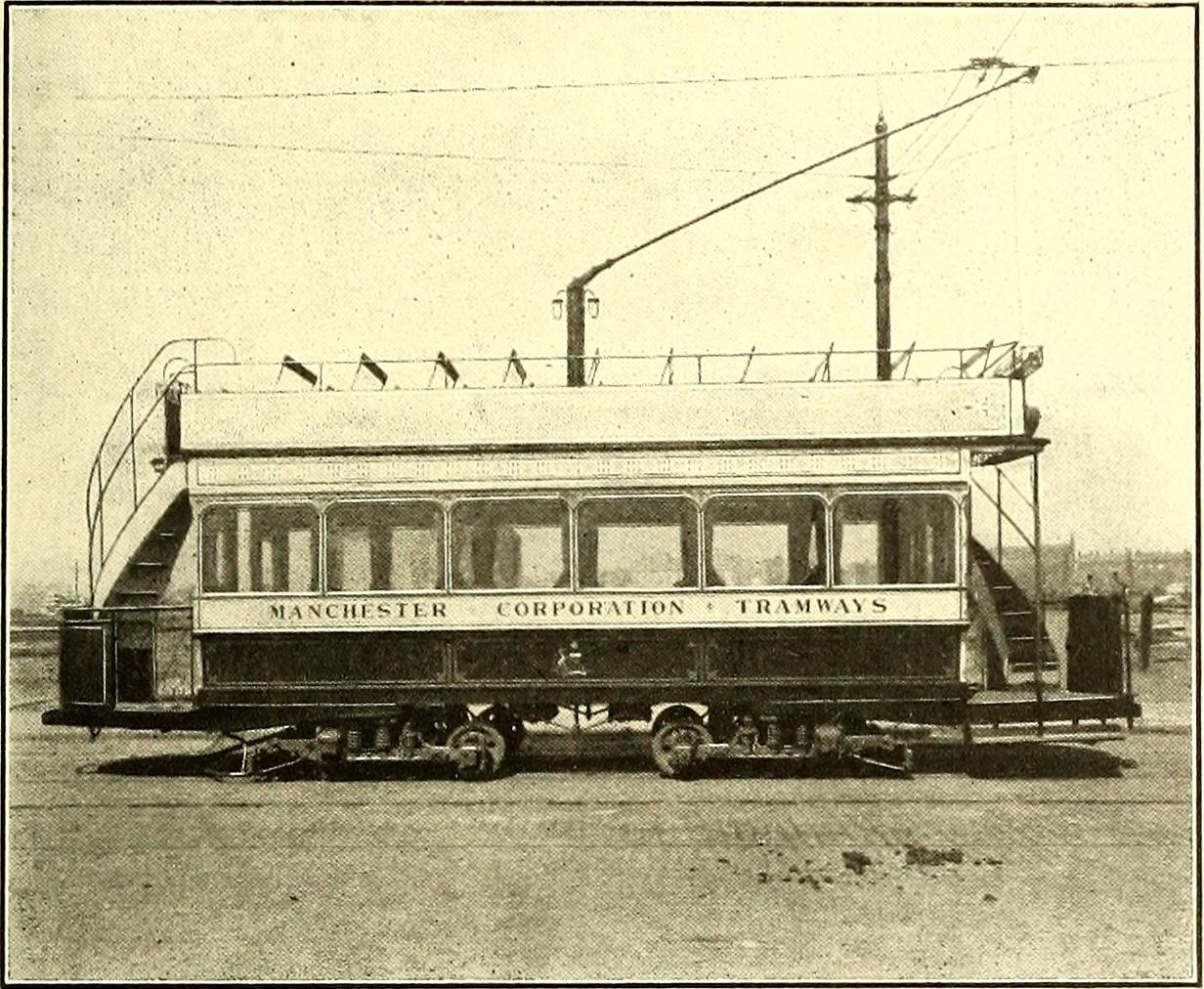
マンチェスター
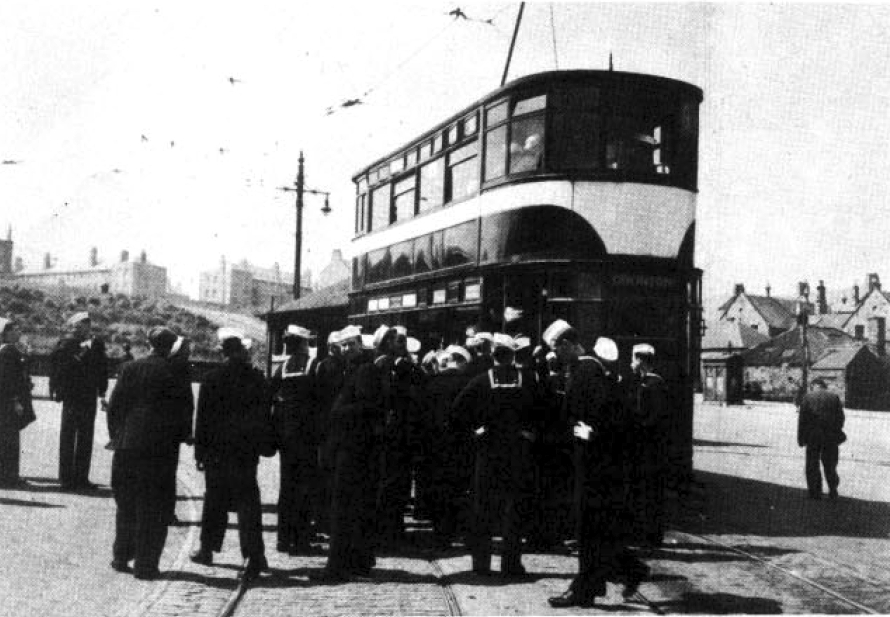
エディンバラ
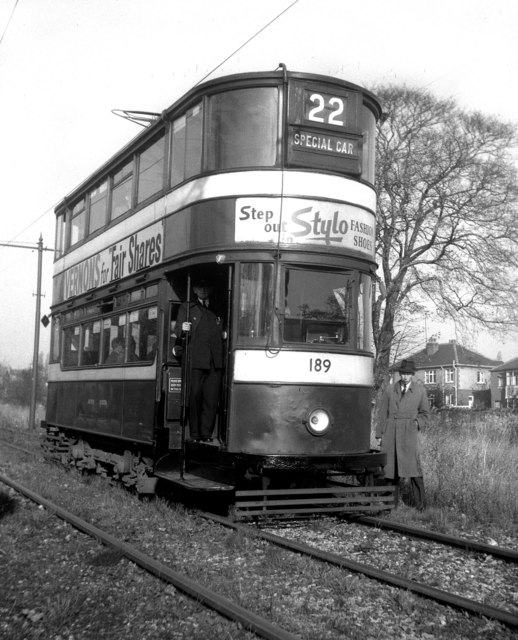
リーズ
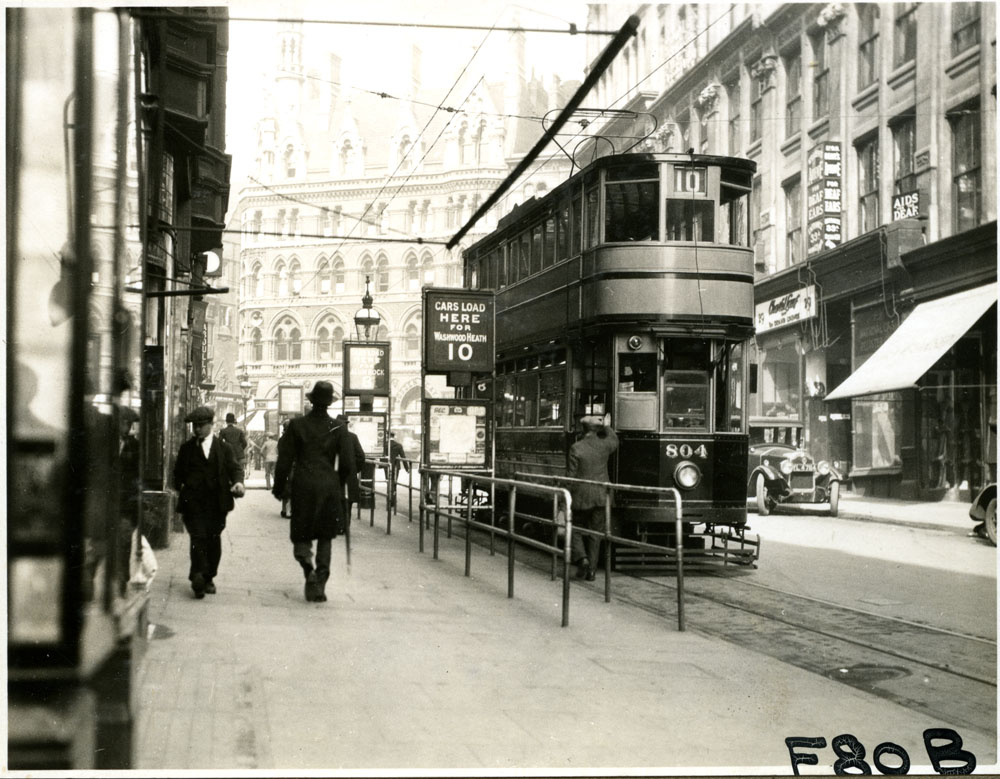
バーミンガム
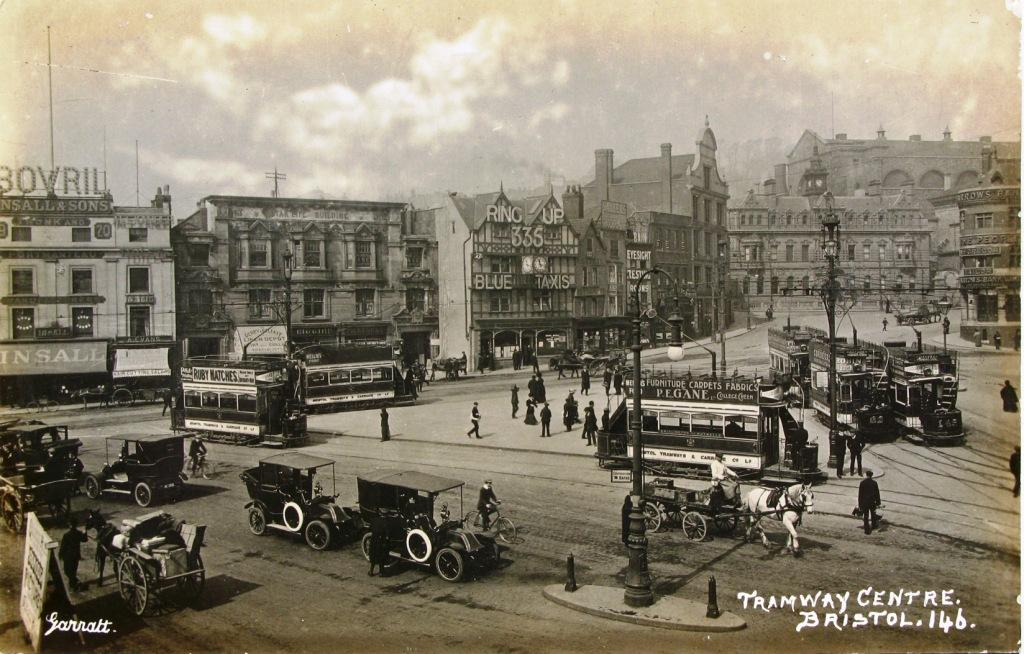
ブリストル
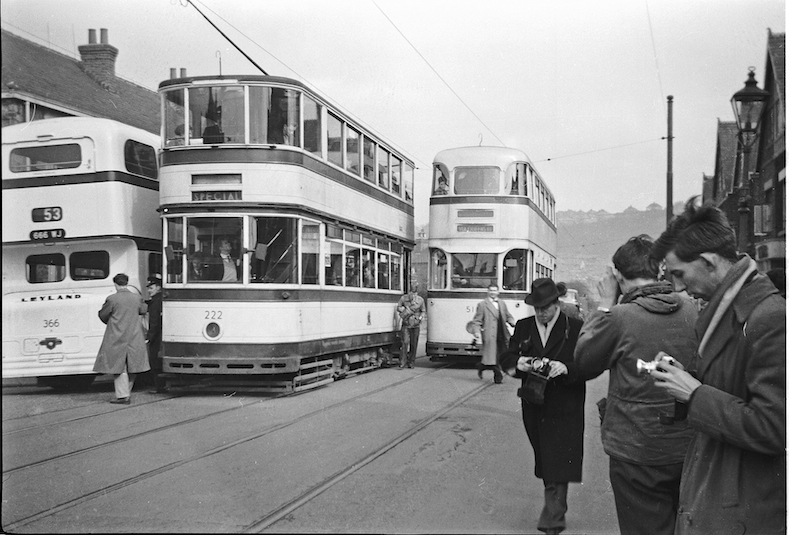
シェフィールド

その他各国
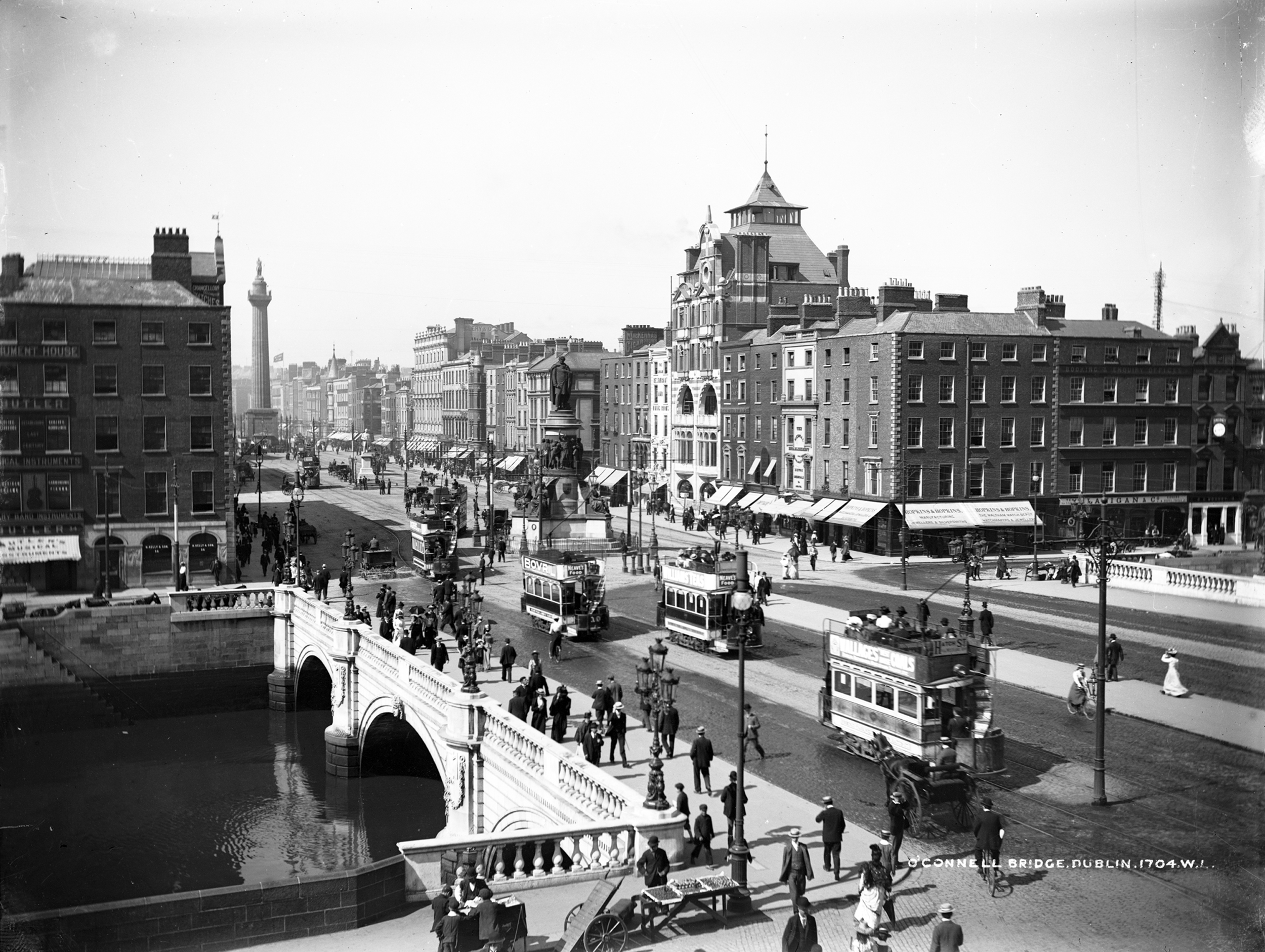
アイルランド：ダブリン
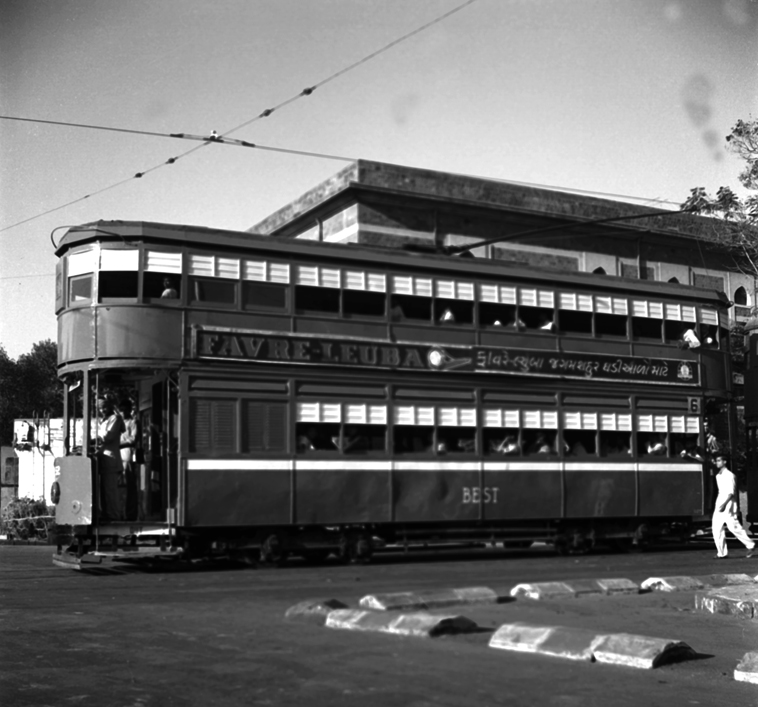
インド：ムンバイ（旧：ボンベイ）
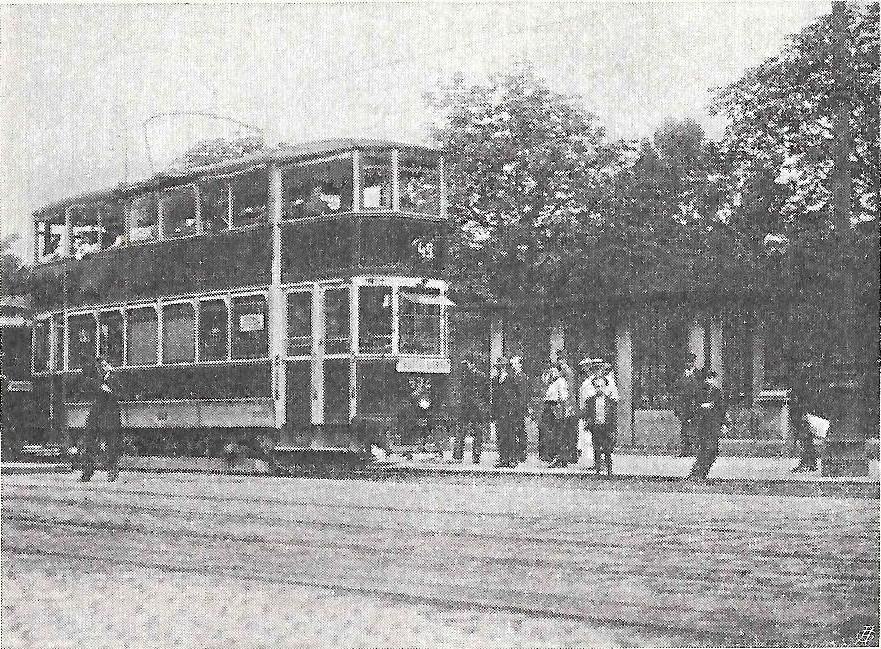
オーストリア：ウィーン
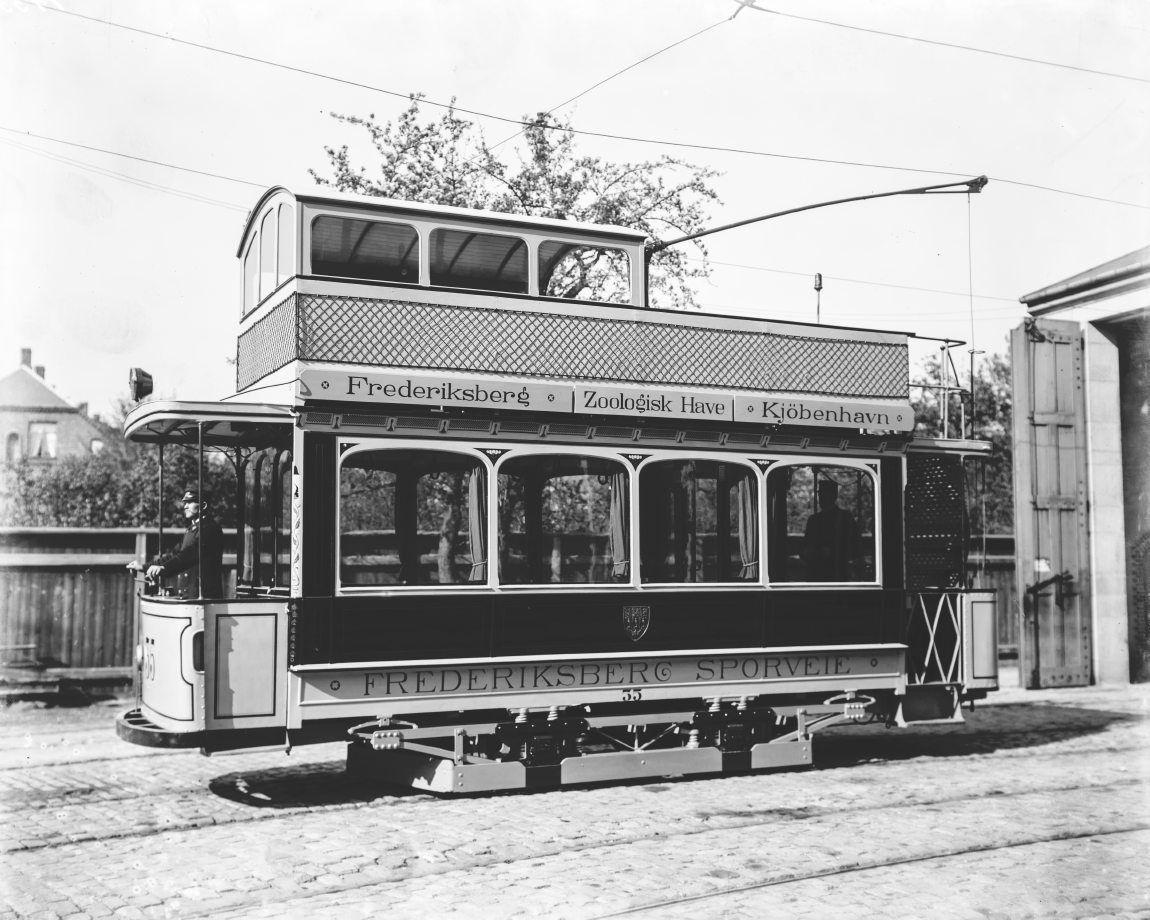
デンマーク：コペンハーゲン
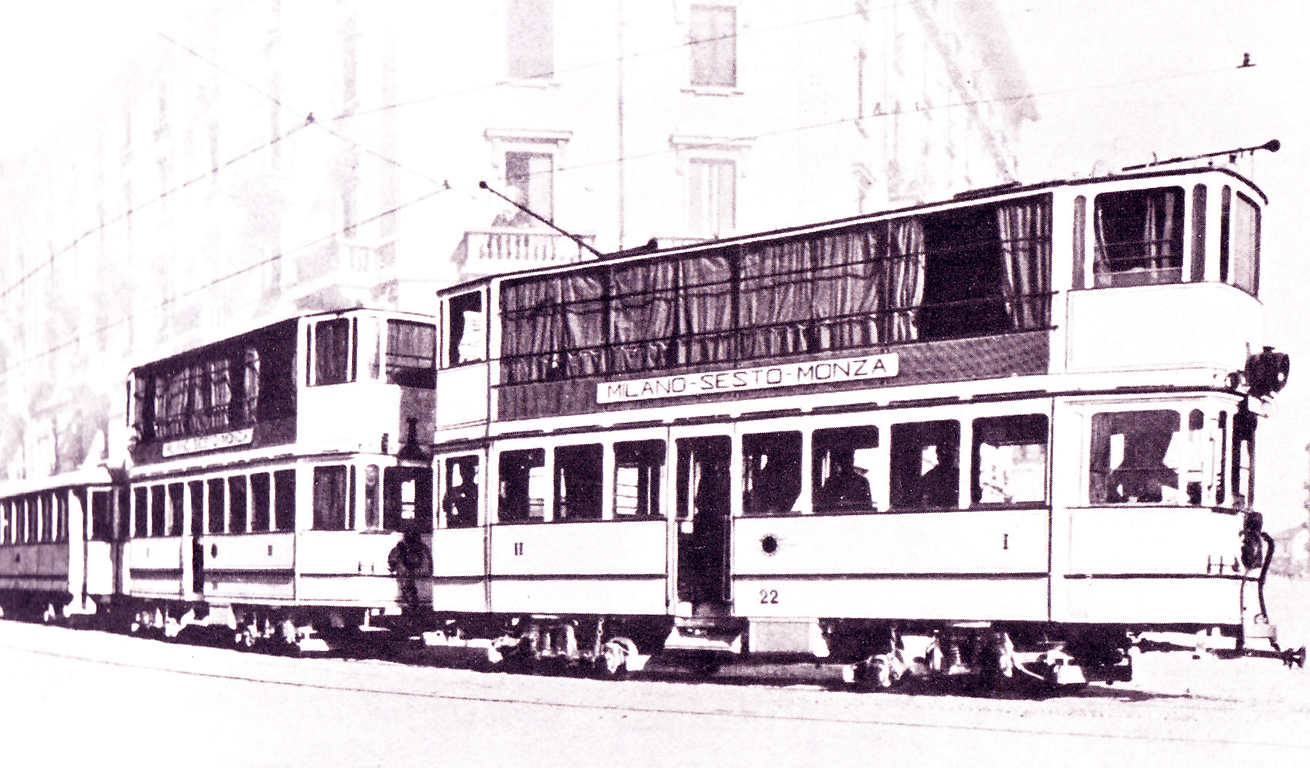
イタリア：ミラノ
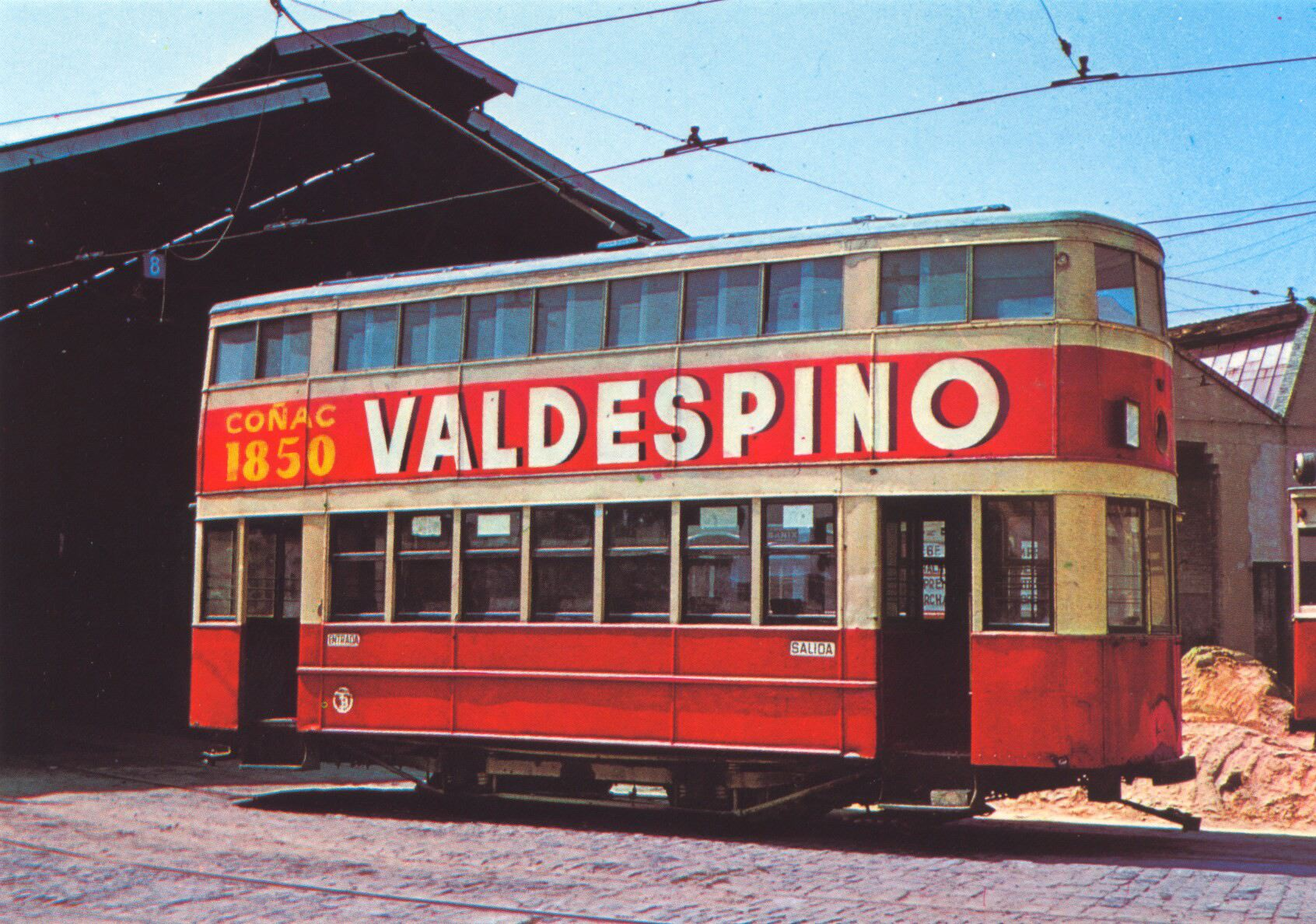
スペイン：バルセロナ
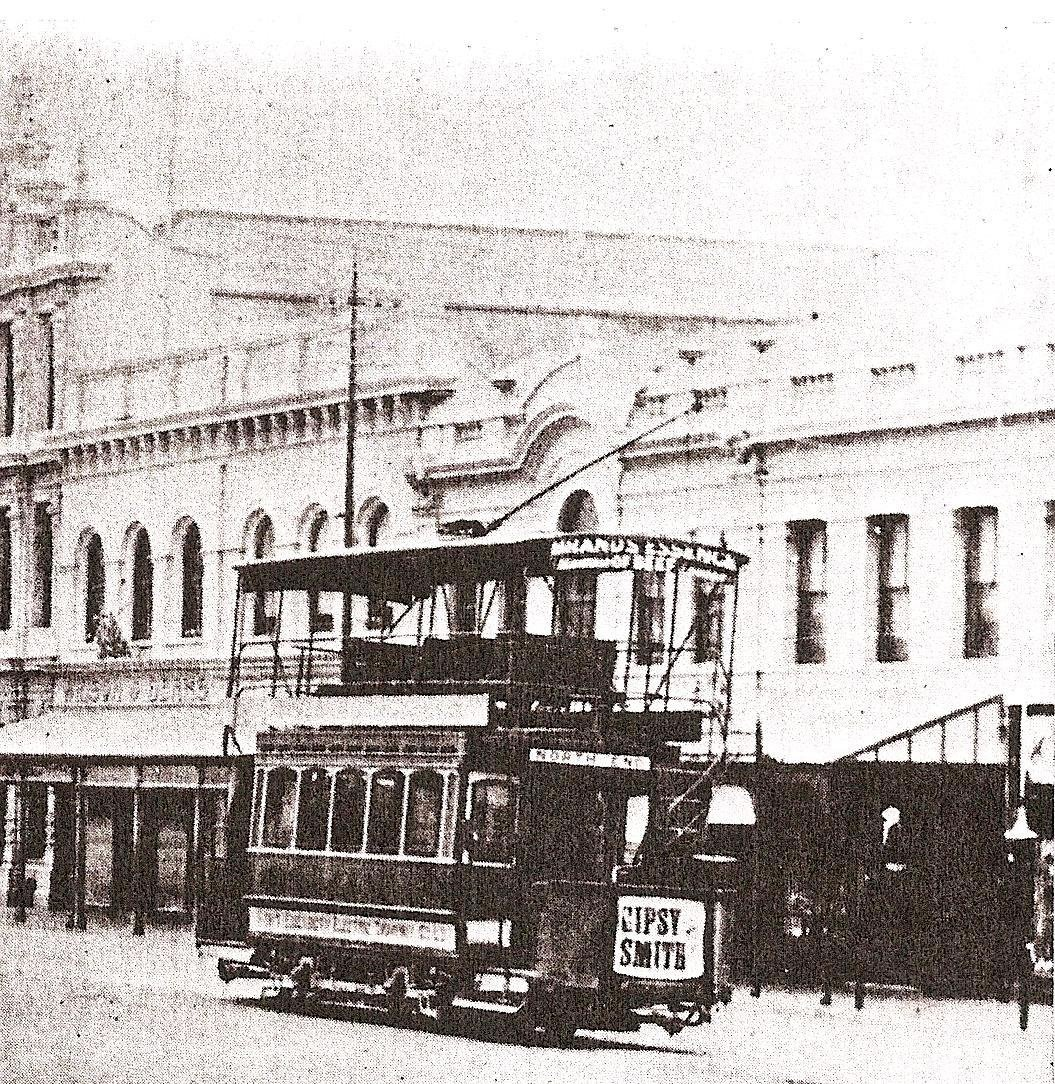
南アフリカ：グゲベル（旧：ポートエリザベス）
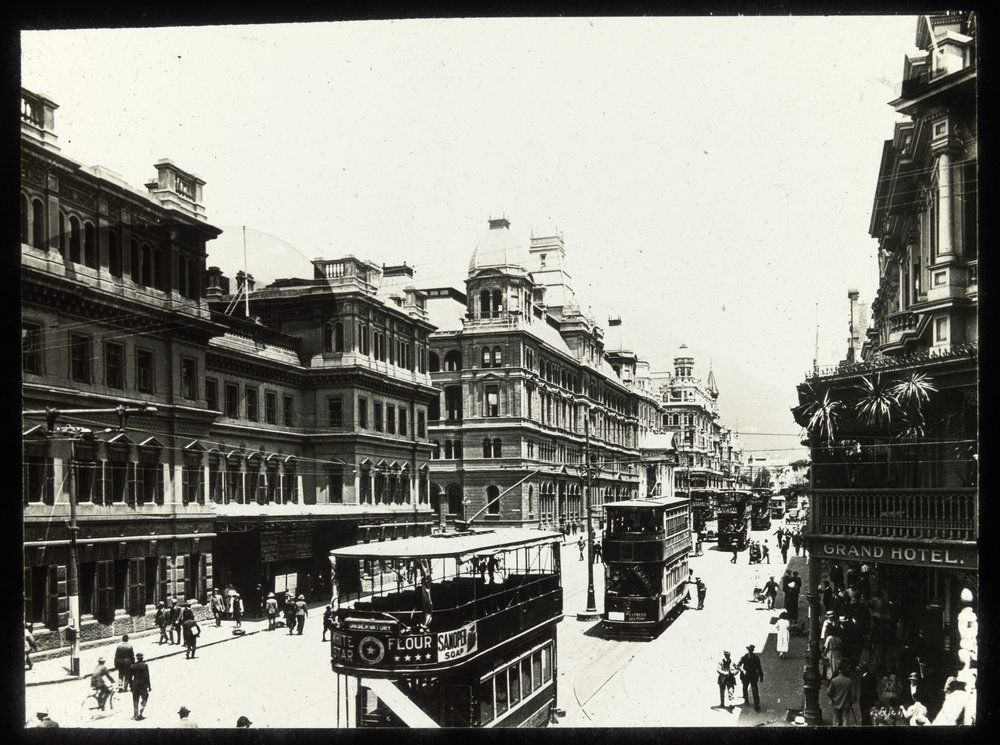
南アフリカ：ケープタウン
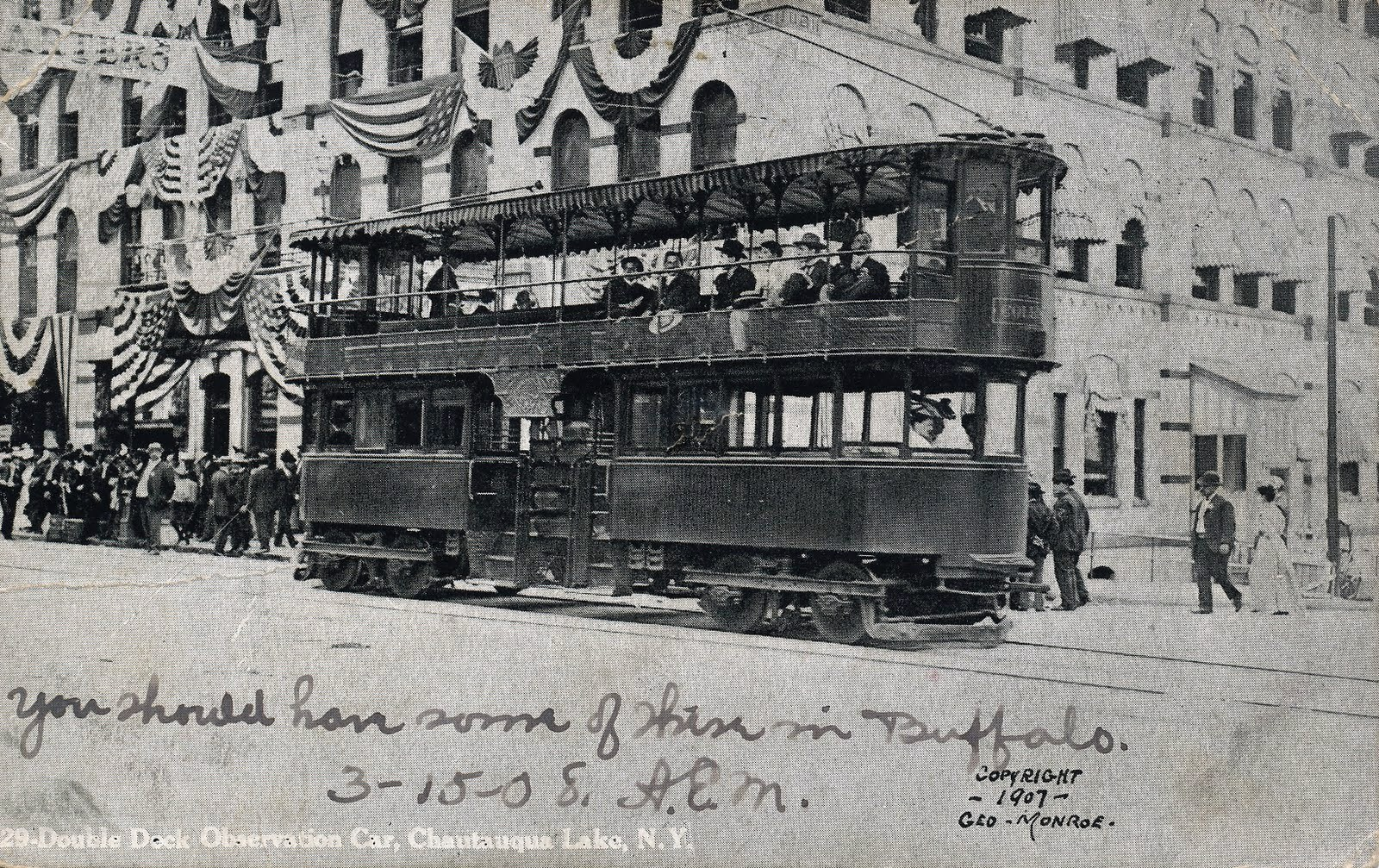
アメリカ合衆国：ニューヨーク
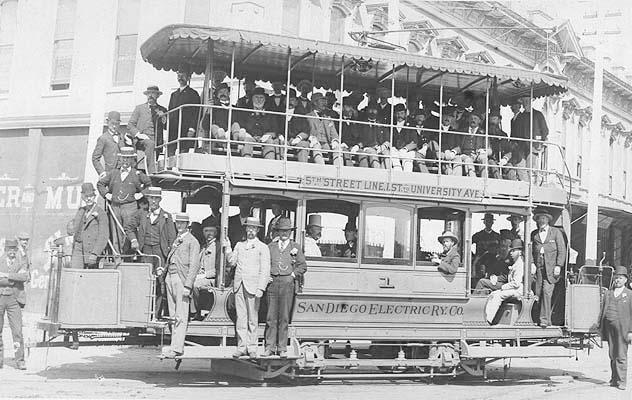
アメリカ合衆国：サンディエゴ
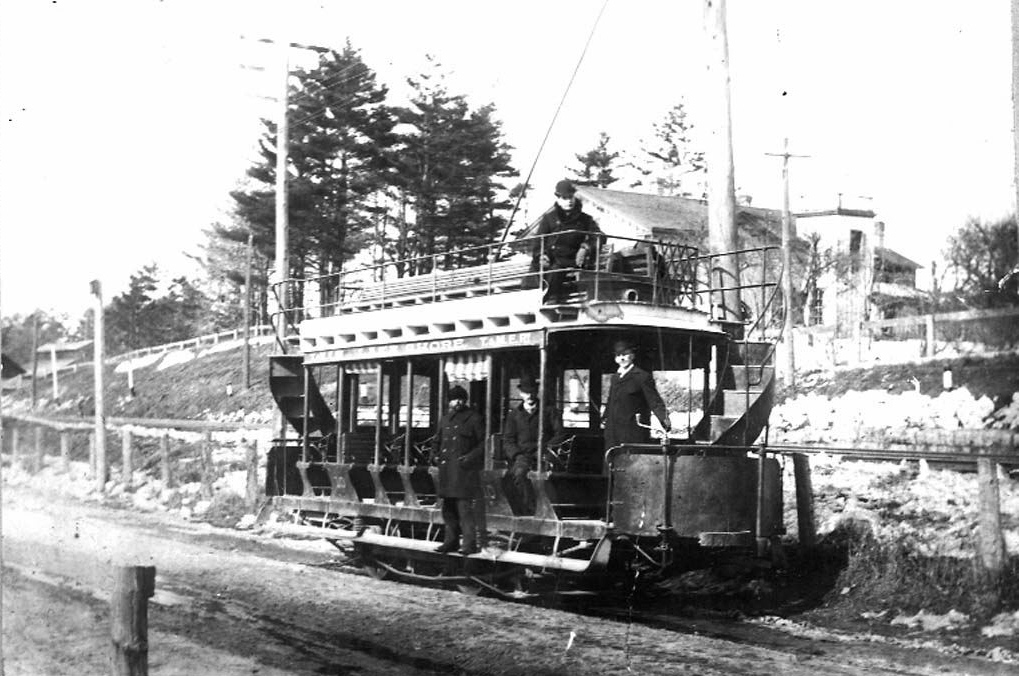
カナダ：トロント
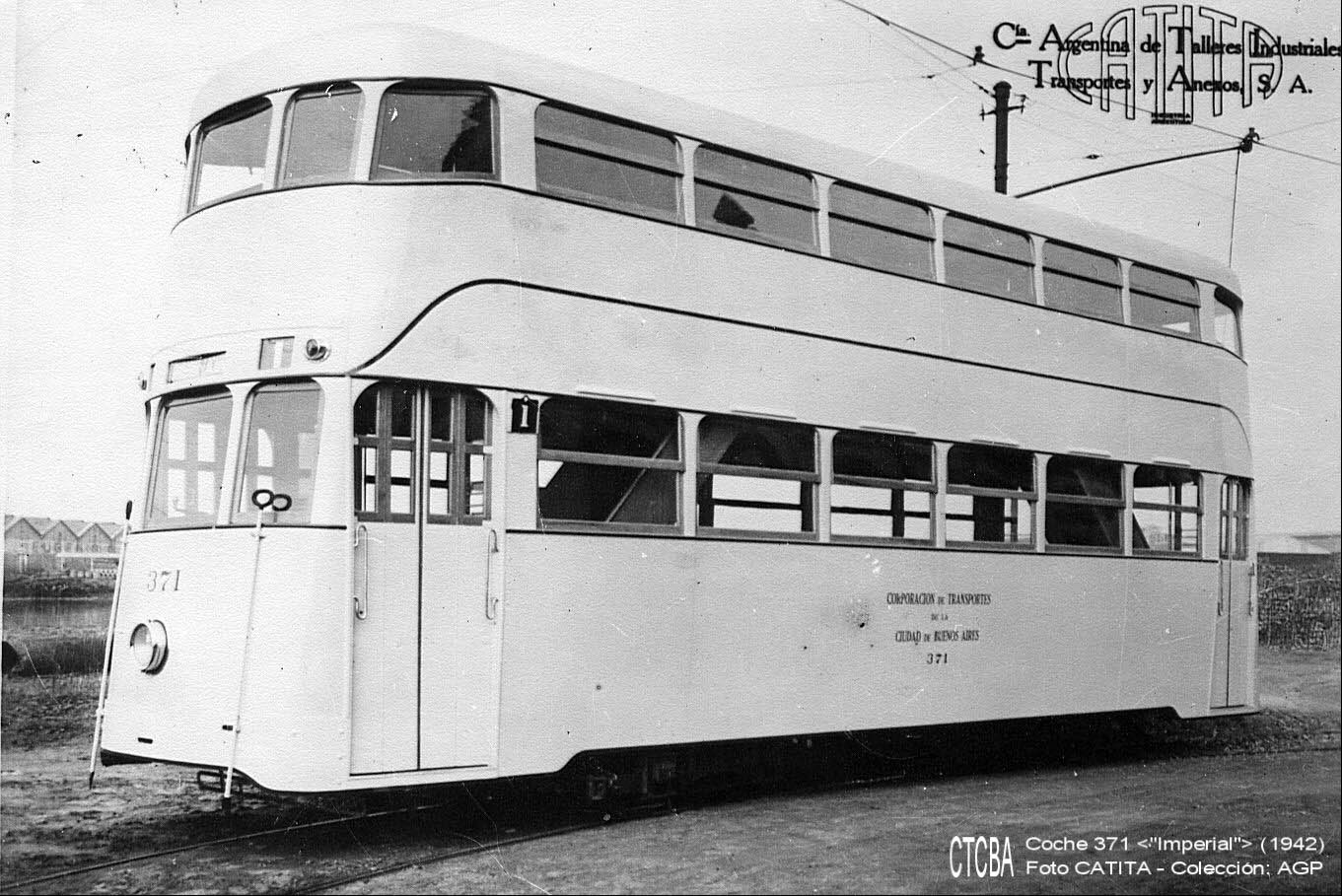
アルゼンチン：ブエノスアイレス
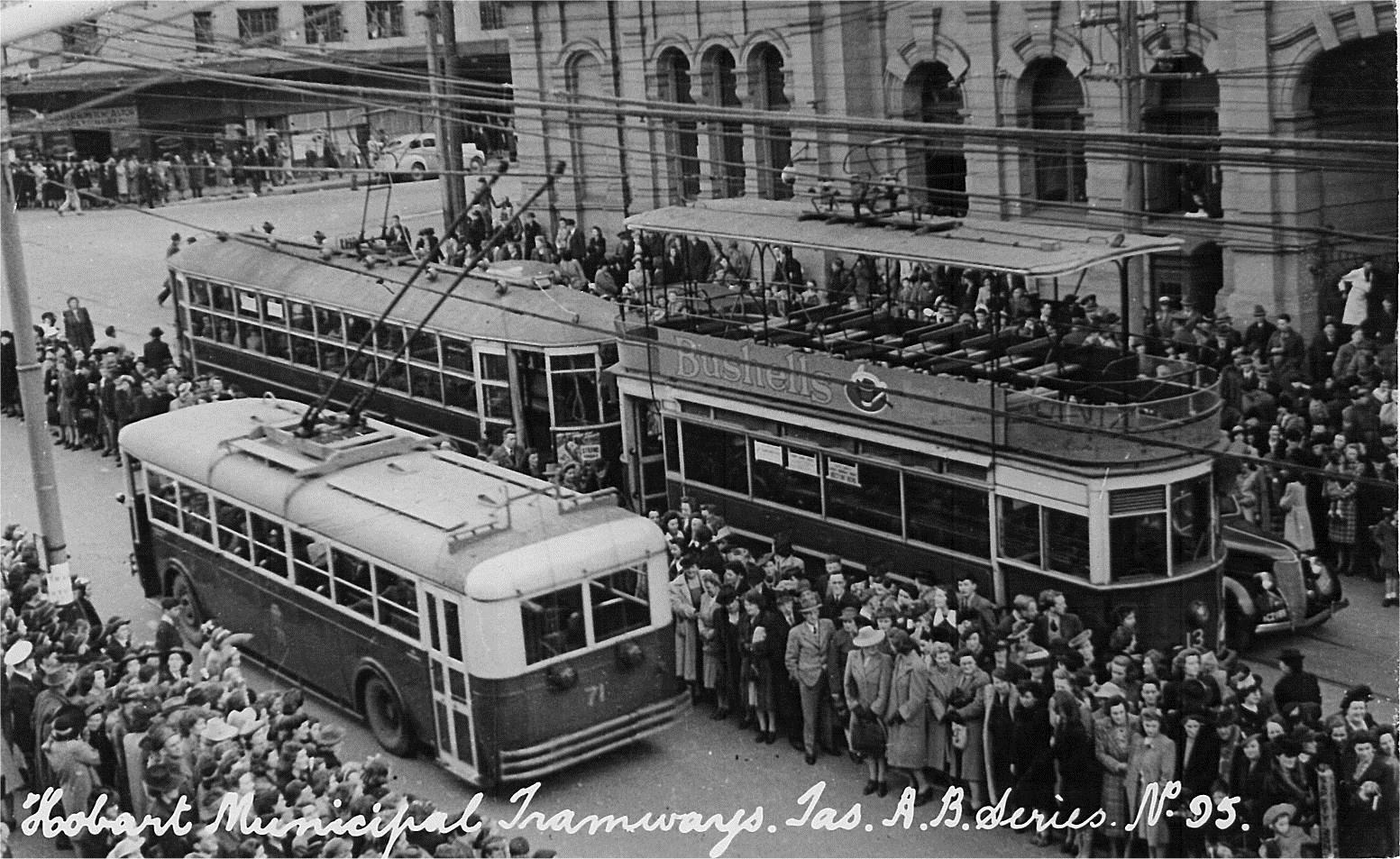
オーストラリア：ホバート

## 日本の2階建路面電車

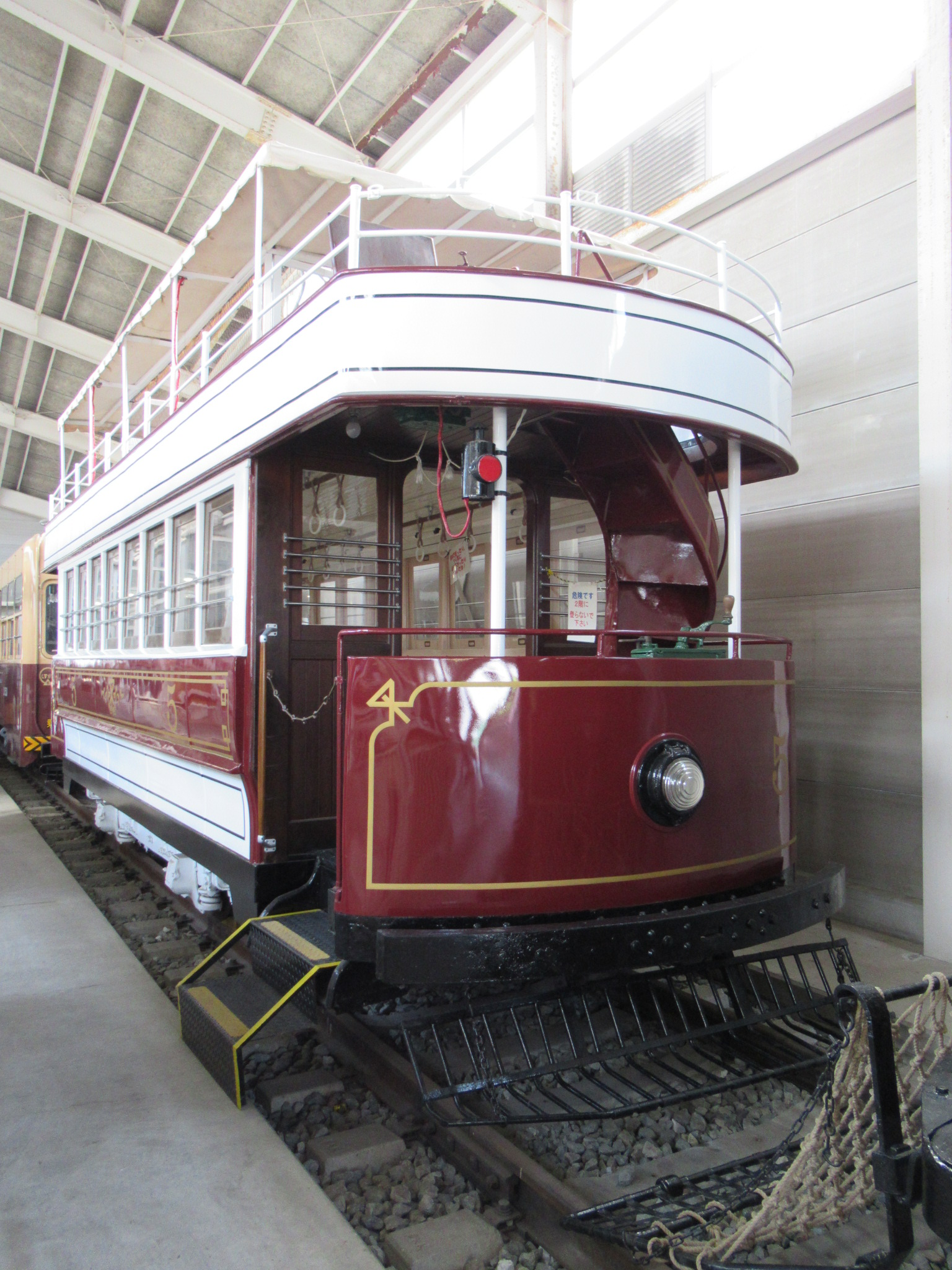
大阪市電の2階建て電車の復元車両（2017年撮影）

日本国内における2階建て路面電車車両は、1904年に大阪市電に導入された3両の電車が唯一の事例である。これらの車両は汽車製造が製造を実施し、台車はドイツ・ヘルブランド社からの輸入品が、主電動機はアメリカ・ゼネラル・エレクトリック社製のものが用いられた。2階部分には覆いのような天蓋が設けられており、集電用のトロリーポールは車両の天蓋の端部に設けられる独特な構造が用いられた。
展望の良さで好評を得たこれらの車両だが、「家の中を覗かれる」といった苦情も多く、1911年までに2階建て車両としての営業運転を終了した。その後、2両については1913年に松山電気軌道に売却されたが、営業運転には使用されず納涼台に用いられた後、1924年に能勢電気軌道（現：能勢電鉄）へ再譲渡された。同鉄道で廃車後も1両の台車が現存しており、2024年現在は大阪市交通局の緑木検車場で保存されている。
一方、1953年には市電開通50周年を記念し、1923年製車両の台枠を用いて2階建て車両の復元車両の製造が実施された。イベント時の走行も行われたが、その兼ね合いもあり集電装置にはビューゲルが用いられ、2階の中央部に設置された。1969年の大阪市電の廃止後も現存し、2024年現在は緑木検車場での保存が実施されている。

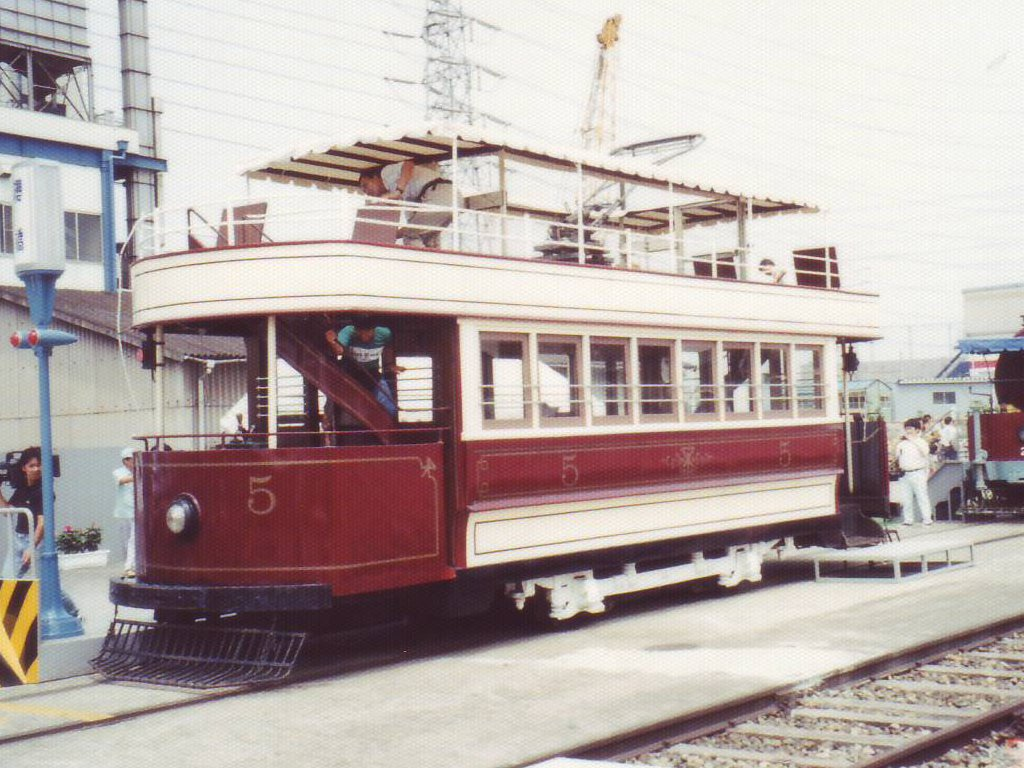
一般公開された復元車両（1993年撮影）
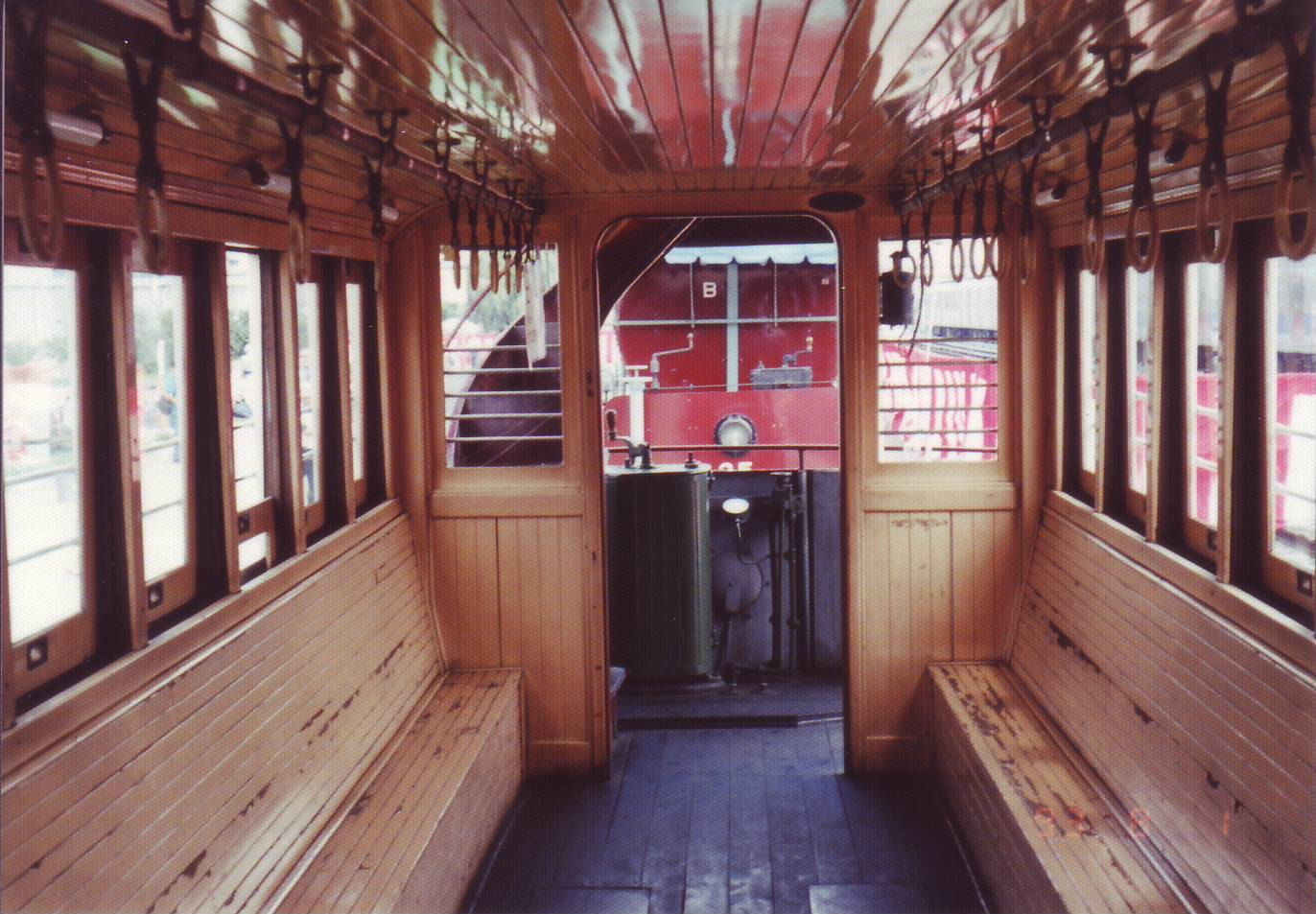
復元車両の車内（1993年撮影）
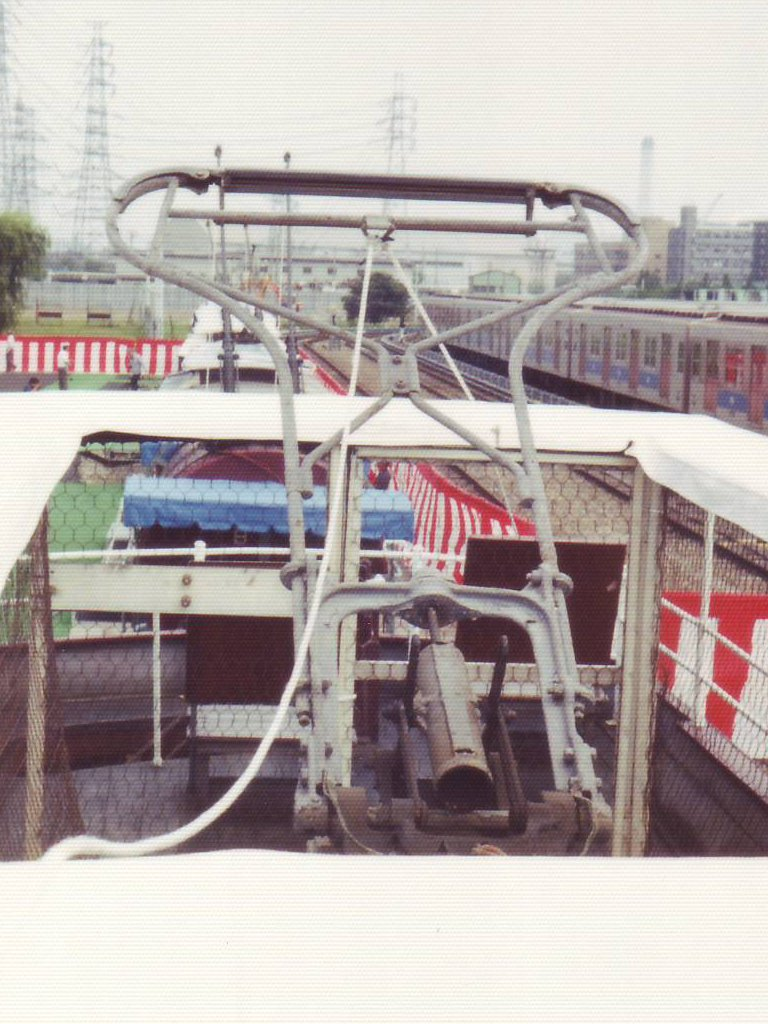
復元車両は安全対策のためビューゲルの周りに金網が設けられた（1993年撮影）

## 関連項目

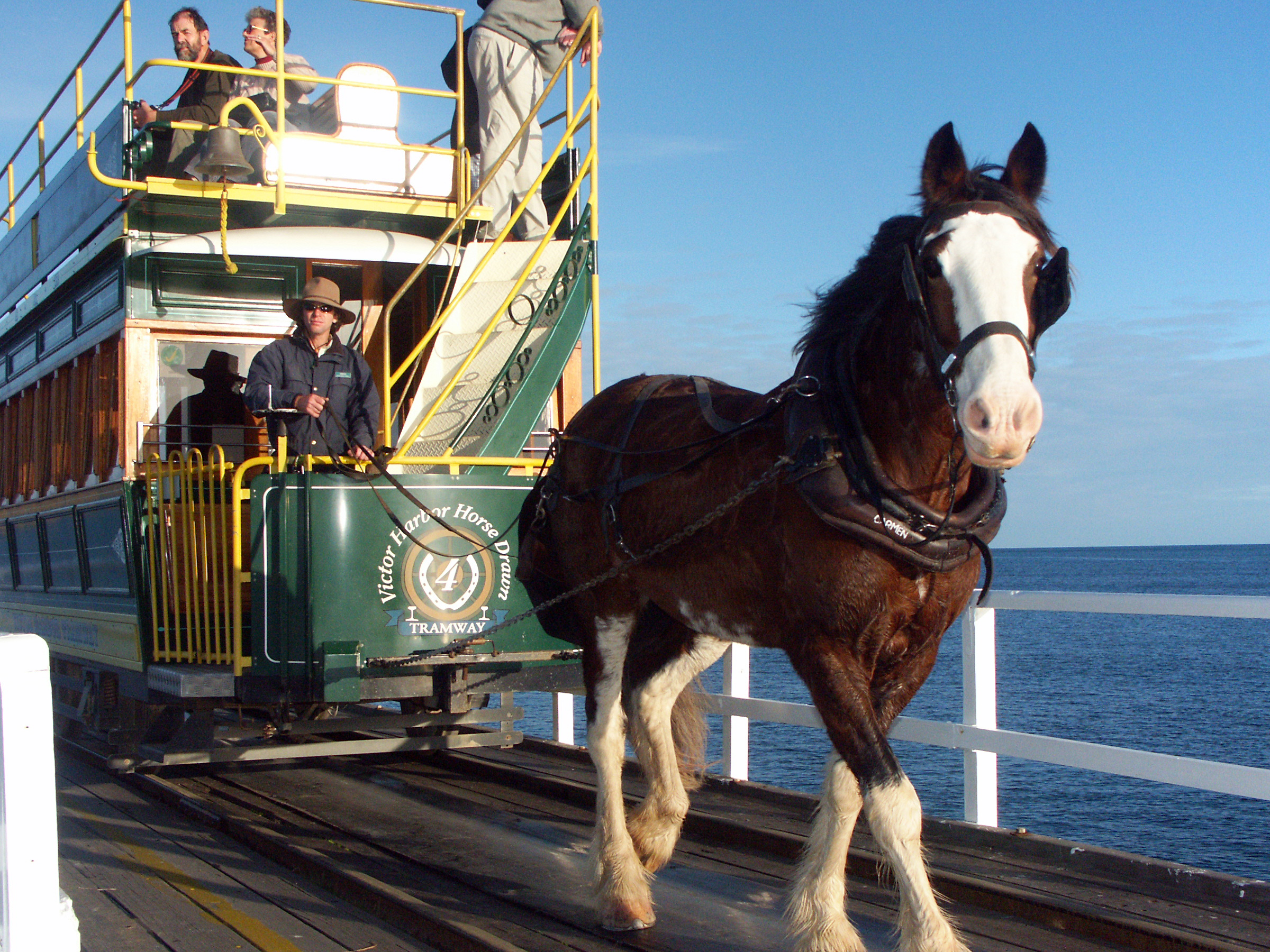
ヴィクターハーバー馬車鉄道（2004年撮影）
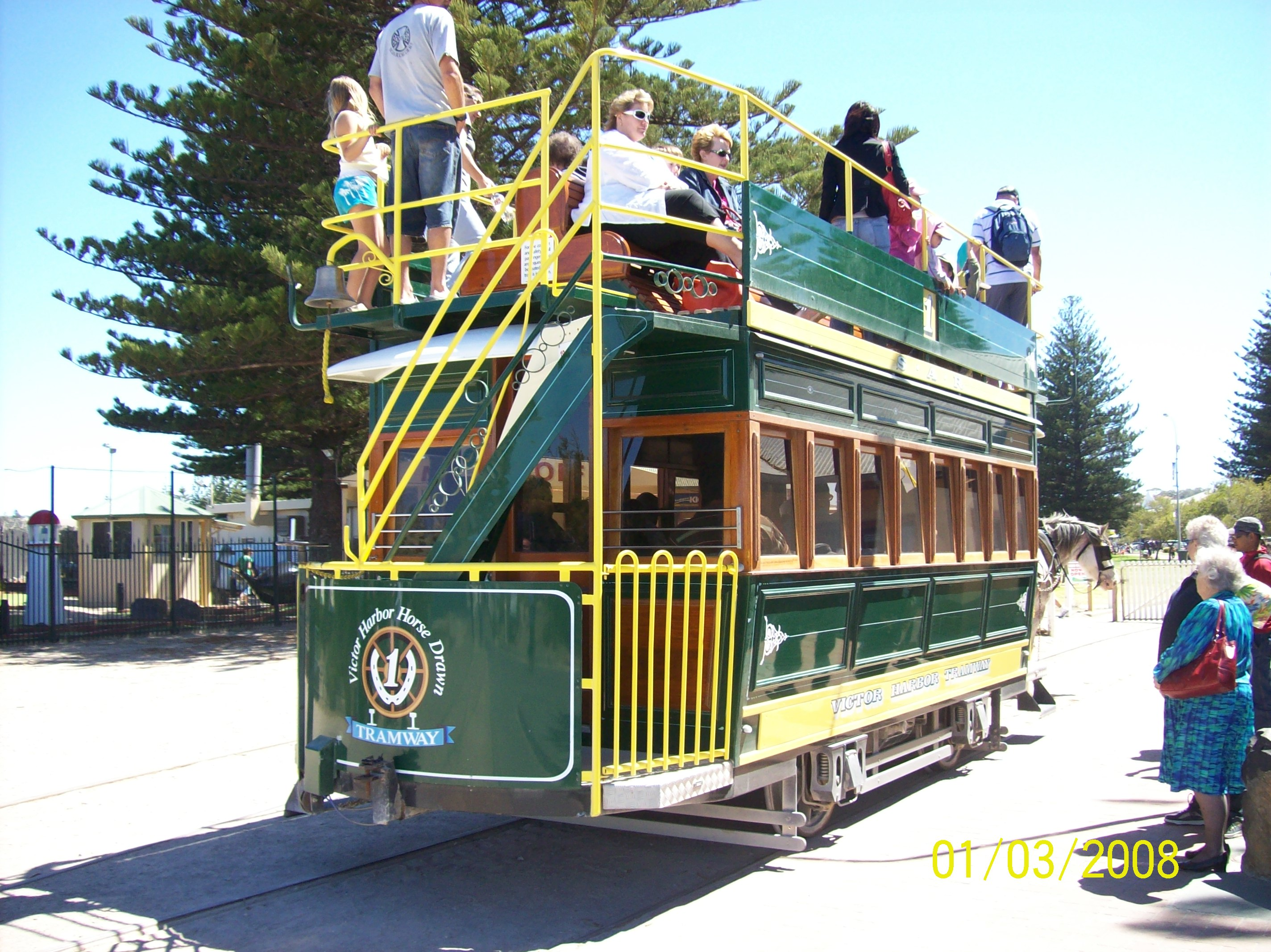
馬車鉄道の2階建て客車（2008年撮影）

## 参考資料
- Brian Patton (2002-5-13). Double Deck Trams of the World Beyond the British Isles. Adam Gordon. ISBN 978-1874422396
- T.V. Runnacles (1978-10). “The double-deck tram: an irrational eclipse Part 1”. Modern Tramway and Light Rail Transit (LRTA) 41 (490):  341-353.
- T.V. Runnacles (1978-11). “The double-deck tram: an irrational eclipse Part 2”. Modern Tramway and Light Rail Transit (LRTA) 41 (491):  377-387.